# Loi de confiscation de 1861
La loi de confiscation de 1861 était une loi du Congrès américain durant les premiers mois de la guerre civile américaine, qui autorisait les procédures judiciaires en vue de la confiscation de tout bien utilisé pour soutenir l'effort d'indépendance des Confédérés, y compris les esclaves. 

## Historique
La loi fut adoptée à la Chambre des représentants 60-48 et au Sénat 24-11. Abraham Lincoln était réticent à la signer, estimant que, compte tenu des récentes victoires de la Confédération, la loi n'aurait aucun effet concret et pourrait être perçue comme un geste désespéré. Il craignait également que ce texte ne soit déclaré anticonstitutionnel, ce qui créerait un précédent préjudiciable aux futures tentatives d’émancipation des esclaves. Seul le lobbying personnel de plusieurs sénateurs puissants persuada Lincoln de signer le projet de loi, ce qu'il fit le 6 août 1861. Étant donné que la loi reposait sur une émancipation par l'armée, aucune procédure judiciaire n’était nécessaire et, par conséquent, Lincoln n’eut à donner au procureur général Edward Bates aucune instruction quant à l’application de la loi. Dans l'année après son adoption, des dizaines de milliers d'esclaves furent libérés par cette première Loi de Confiscation.
En ce qui concerne les esclaves, la loi autorisait la justice à priver leurs propriétaires de toute revendication sur eux, mais ne précisait pas si les esclaves étaient libres. En raison de cette ambiguïté, ces esclaves ont été placés sous l'autorité de l'Union comme une propriété confiée au gouvernement des États-Unis. En réponse à cette situation, le général David Hunter, commandant militaire de l'armée de l'Union en Géorgie, en Caroline du Sud et en Floride, émit l'ordre général no 11 le 9 mai 1862, libérant tous les esclaves dans les zones placées sous son commandement. Après avoir appris une semaine plus tard les agissements de Hunter, Lincoln annula immédiatement l'ordre, ramenant ainsi les esclaves à leur ancien statut de biens confiés au gouvernement fédéral.
Avant que la loi ne soit passée, Benjamin Franklin Butler avait été le premier général de l'Union à déclarer les esclaves comme objets de contrebande. Certains autres commandants du Nord suivirent ce précédent, alors que les officiers des États limitrophes étaient plus enclins à rendre les esclaves échappés à leur maître. La Loi de Confiscation visait à établir une politique cohérente dans l'ensemble de l'armée.

## Texte de loi
Loi pour confisquer les biens utilisés à des fins insurrectionnelles. 
Le Sénat et la Chambre des représentants des États-Unis d'Amérique réunis en Congrès ont promulgué que, si, au cours de l'insurrection actuelle ou future, contre le gouvernement des États-Unis, après que l'aura déclaré le président des États-Unis, par proclamation, que les lois des États-Unis sont opposées et que leur exécution est entravée, par des combinaisons trop puissantes pour être réprimée par le cours normal des procédures judiciaires ou par le pouvoir que la loi attribue aux marshals, toute personne, son mandataire, son avocat ou son employée devant acheter ou acquérir, vendre ou donner tout bien, de quelque nature ou description qu'il soit, dans le but de l'utiliser ou de l'employer, ou de le laisser être utilisé pour aider, encourager ou promouvoir une telle insurrection ou résistance aux lois, ou à toute personne qui y est engagée; ou si une ou plusieurs personnes, propriétaires ou de tels biens, doivent sciemment utiliser ou employer, ou consentir à l'utilisation de ceux-ci comme indiqué ci-dessus, tous ces biens sont par la présente déclarés comme sujets légitimes de prise et de capture où qu'ils se trouvent; et le président des États-Unis aura le devoir de faire en sorte que ceux-ci soient saisis, confisqués et condamnés. 

« Sec. 2 : Et qu’il soit décrété en outre, que ces prises et captures seront jugées devant la cour de district ou la cour de circuit des États-Unis ayant juridiction sur le montant, ou en amirauté dans toute région où ils peuvent être saisis ou pris et les poursuites engagées pour la première fois. 
Sec. 3 : Et qu’il soit décidé en outre que le procureur général, ou tout procureur général des États-Unis dans lequel lesdits biens pourraient se trouver à ce moment-là, peut engager la procédure de condamnation et, dans ce cas, ils seront entièrement au profit des États-Unis ; ou toute personne peut déposer des informations auprès de ce mandataire, auquel cas la procédure doit être au profit de cet informateur et des États-Unis à parts égales. 
Sec. 4 : Et qu’il soit en outre décidé que, chaque fois que, au cours de la présente insurrection contre le Gouvernement des États-Unis, toute personne tenue au travail ou aux services en vertu du droit d'un État étant obligée ou autorisée par la personne à laquelle le travail ou le service est censé être dû, ou par l’agent légitime de cette personne, de prendre les armes contre les États-Unis, ou étant requise ou autorisée par la personne à laquelle le travail ou le service est censé être dû, ou son agent légitime, à travailler ou être employée dans ou sur un fort, un chantier naval, un quai, un arsenal, un navire, un retranchement ou tout service militaire ou naval, que ce soit, contre le gouvernement et l'autorité légitime des États-Unis, chacun de ces cas, la personne à qui le travail ou le service est censé être dû perdra sa créance sur ce travail, et envers toute loi de l’État ou des États-Unis contraire. Et chaque fois que, par la suite, la personne qui réclame ce travail ou service cherchera à faire exécuter sa réclamation, il constituera une réponse complète et suffisante à cette réclamation que la personne dont le service ou le travail est revendiqué avait été employée en service hostile contre le Gouvernement des États-Unis, contrairement aux dispositions de la présente loi. 
Approuvé, le 6 août 1861 »

## Voir également
- Proclamation d'émancipation
- Quarante acres et un mulet
- Ordonnances spéciales no 15